# Comala
Comala es una localidad del estado mexicano de Colima, situado al norte del mismo, entre las coordenadas 19°18′ y 19°32′ latitud norte y entre los 103°37′ y 103°57′ longitud oeste. Es la cabecera del municipio homónimo. 

## Descripción

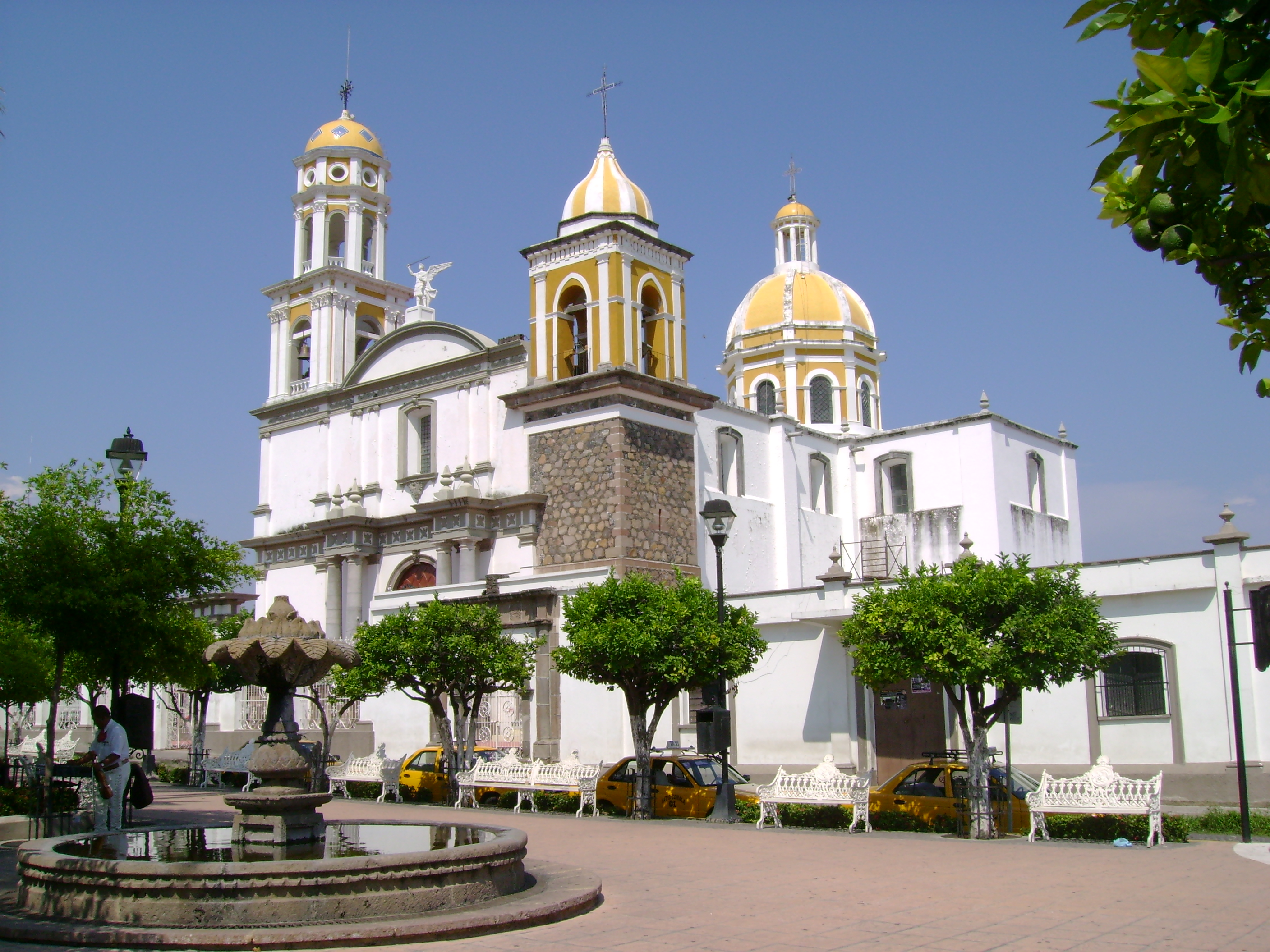
Parroquia de San Miguel del Espíritu Santo.

El pueblo se fundó como pueblo español. 
Pero los antropólogos buscando vestigios de los habitantes del América prehistórica que llegaron de Siberia, activos de piel amarilla rasgos chinos descubrieron que los pobladores pobladores más antiguos del territorio de Comala se establecieron ahí hace más de 3,000 años[cita requerida].  
En 1527, la región de Comala fue fundada como pueblo español,  por  Bartolomé López; durante más de 300 años este lugar fue considerado como asentamiento, rancho, pueblo, e incluso a principios del siglo dieciocho, aún se denominaba República de Indios, con un gobernador como autoridad. Fue hasta 1820 que Comala se constituyó como ayuntamiento, de conformidad con la Constitución de la Monarquía Española, y el primer alcalde fue Don Cayetano Pizarro. En 1857, Comala fue erigido como ayuntamiento, de acuerdo a la nueva Constitución Republicana. 
En lo que respecta a servicios públicos, estos empezaron a brindarse a partir de 1906, cuando comenzó el servicio de energía eléctrica en Comala, Colima y Villa de Álvarez, procedente de la primera planta de luz en el estado, ubicada precisamente en la localidad de El Remate, municipio de Comala. 

### Toponimia
Para mayor información del escudo de Comala, ver el artículo: Escudo de Comala
Comala, “lugar donde se hacen comales” o “lugar de comales” o “Comalería”, significado que proviene de los vocablos náhuatl
AnyComalli que significan “lugar” y “comal” respectivamente. El nombre de Comala evoca a la época en la que los artesanos del lugar elaboraban comales de barro. Es uno de los lugares más famosos de Colima gracias a la leyenda, el folclor y las tradiciones que se han entretejido a partir de su conmovedora mención en la novela Pedro Páramo, del reconocido escritor jalisciense Juan Rulfo. Importantes núcleos indígenas que aún existen en Suchitlán (tierra de flores), Cofradía de Suchitlán y Zacuálpan, donde se ha extraído abundante y admirable cerámica arcaíca.

### Turismo
Es clásica ya la oferta gastronómica de y botanas muy variadas acompañados de cerveza, ponche, refrescos u otras bebidas en los afamados “Portales de Comala”, cuya demanda se ha extendido a otros restaurantes-bares del mismo género (y propietarios) a la entrada de Comala, los cuales brindan los mismos servicios culinarios pero con mayor espacio. Es así como Comala se ha potenciado cada vez con mayor fuerza en lo que al sector turismo se refiere, gracias a su incorporación al programa “Pueblos mágicos” de México; pero no solo por “Los Portales”, sino por su belleza arquitectónica de singular encanto, por sus costumbres y tradiciones y por su clima, por supuesto, entre otros atractivos; en razón de ello, recientemente ha proliferado una mayor cantidad de otros servicios que no existían o eran incipientes; tal es el caso de los hostales (concepto traído de Europa, que consiste en ofrecer al turismo nacional o extranjero, 3-4 habitaciones -máximo- en casas grandes, antiguas, bien conservadas, amplias y remozadas). Otro concepto que ha recobrado interés son los restaurantes, cafés y bares nocturnos, pues algunos de sus propietarios han arribado a Comala atraídos precisamente por la gran publicidad que se ha generado para promover aún más a Comala.
Todo el municipio de Comala es de un gran atractivo turístico para los visitantes y los propios colimenses, que en los domingos se distribuyen en sus casas de campo, refugios y pequeñas viviendas, así como en los numerosos restaurantes campestres de la región, sobre todo durante los meses más cálidos. Se encuentra a 6 kilómetros de la ciudad de Colima y limita al norte con el estado de Jalisco (municipio de Zapotitlán) y con el municipio de Cuauhtémoc; al oeste con Minatitlán y con Villa de Álvarez al Sur y al Este. Por las condiciones de clima y paisajes, así como por la calidad y sazón en la elaboración de alimentos y bebidas, son miles las personas que visitan Comala. El Municipio de Comala posee recursos naturales suficientes para desarrollar la actividad turística con excelentes perspectivas y de moderno turismo. La industria restaurantera ha cobrado mucho éxito en todo el municipio, debido a sus hoy famosos “Portales de Comala”.
Su atractivo turístico radica en el porcentaje de personas que acuden todo el tiempo a su zona centro, centro histórico del pueblo, donde se encuentran artesanías de todo tipo, así mismo también; restaurantes, tiendas de suvenires; como playeras, vestidos, salsas de diferentes sabores, así mismo tiendas de productos locales, tal como el ponche en sus diferentes sabores, queso y pan, además de tiendas para tomar un refrigerio como paletas, nieve y agua fresca.

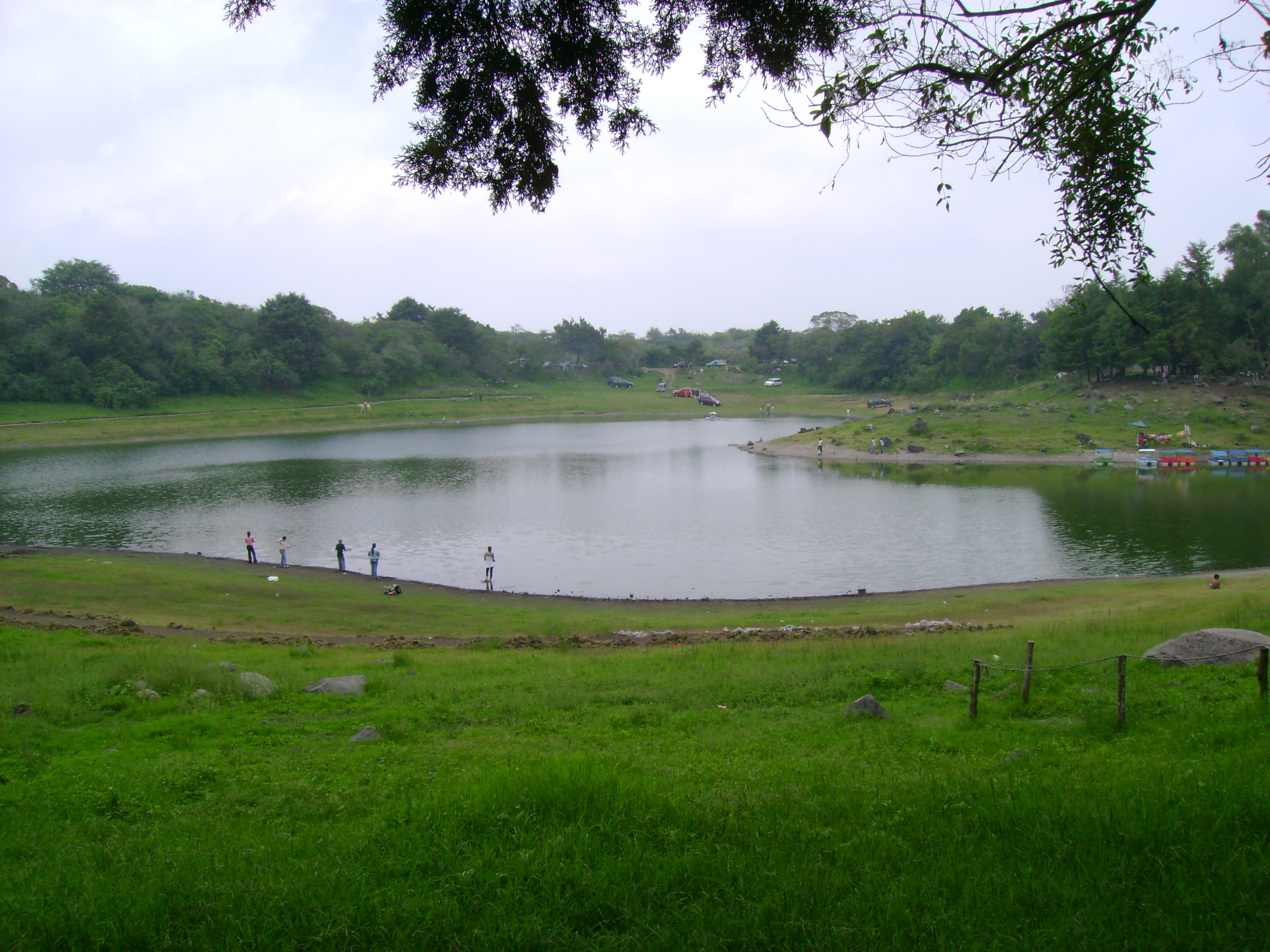
Laguna de Carrizalillo, Comala.

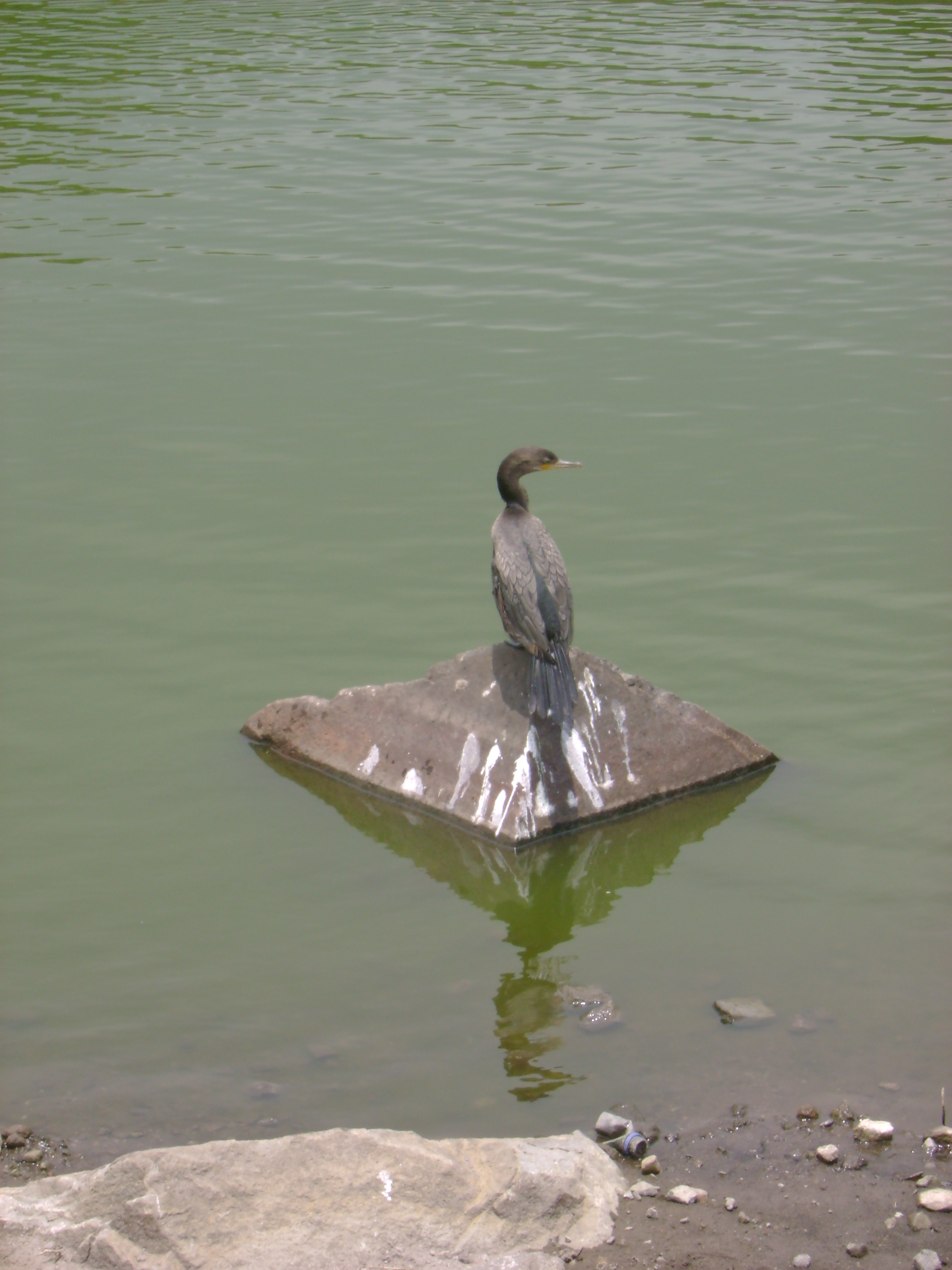
Fauna en Laguna de Carrizalillo.

## Geografía
El río Armería separa el municipio en dos inmensas regiones una montañosa y la otra formando parte del Valle de Tecomán. Sus ríos y arroyos más importantes son los de Zacuálpan, San Antonio, Los Mezcales, La Caja, San Juan, Nogueras y el río Comala, formado por los de Reynosa, Suchitlán y La Barragana.
Pertenecen a su jurisdicción las lagunas de Carrizalillo, La Joya, El Obispo, Palo Alto, Las Cuatas, El Calabozo, El Epazote (artificial), La Escondida, El Jabalí y La María. Desde el Río de Zacuálpan se construyó el acueducto que proporciona agua potable a Colima y Villa de Álvarez, con un caudal de 250 L/s, en beneficio de sus habitantes.

### Principales localidades
- Comala. Se encuentra a 7 km (10 minutos) de la zona conurbada de Colima–Villa de Álvarez; tiene una población de aproximadamente 12,000 personas (INEGI; 2000), que en su mayoría realizan actividades económicas dentro del rubro de la agricultura, la ganadería y los servicios turísticos. Es reconocido por sus portales que albergan a una serie de restaurantes-bares donde se preparan y sirven comidas y bebidas típicas, lo cual le ha dado aún más fama y tradición con el paso del tiempo (el concepto de estos espacios fue creado hace más de 50 años); además de la referencia obligada del nombre de la novela Pedro Páramo, del escritor Juan Rulfo.
- Suchitlán. Localidad ubicada a 20 minutos al norte de la cabecera municipal y que se identifica por su ascendencia indígena, lo cual la dota de características culturales y sociales que la hacen única en el estado. Tiene una población de aproximadamente 7,000 personas (INEGI; 2000), que en su mayoría realizan actividades económicas dentro del rubro de la agricultura, la ganadería y los servicios artesanales y turísticos.
- Zacualpan. Es una de las localidades más alejadas de la cabecera municipal, que por su ubicación geográfica tiene mayor cercanía con la ciudad de Villa de Álvarez; también es identificada dentro del perímetro municipal por su ascendencia indígena y por sus leyendas (una de las más célebres es la que gira en torno a los poderes mágicos que tenía el guerrillero-bandolero-chamán Emilio “El indio” Alonso). Tiene una población de aproximadamente 4,000 personas, que en su mayoría realizan actividades económicas dentro del rubro de la agricultura
- El Remate. Famoso por sus estanques, museo de sitio (relativo a la primera planta generadora de luz en todo el estado) y sorprendentes paisajes de la cañada del río Grande.
- Cofradía de Suchitlán. Con casi 2,000 habitantes, un agradable clima fresco todo el año (de los más agradables del municipio) y una importante vocación hacia la agricultura y la ganadería.
- La Caja . Con aproximadamente 1,000 habitantes que se dedican a las actividades del campo, donde a últimas fechas se han creado esas actividades agrícolas con mayor tecnología, organizados por la propia comunidad.
- Nogueras Célebre por el Centro Cultural “Nogueras”, espacio que conserva el legado del pintor colimense Alejandro Rangel Hidalgo, dentro del museo creado ex profeso, así como las que fueran las instalaciones de un antiguo ingenio azucarero.
- Campo 4 y Lagunitas. La peculiaridad de estas dos pequeñas comunidades reside en que ambas (las dos únicas de las 16 localidades que integran al municipio) se encuentran enclavadas en el Cerro Grande, cuyos paisajes son únicos, al igual que su flora y fauna. Cada una de ellas tiene alrededor de 80-100 personas. Lagunitas se encuentra prácticamente en la cima del Cerro Grande (aprox. 2,200 m s. n. m.), con un frío intenso y espectaculares vistas hacia el valle de Colima.

### Actividades económicas

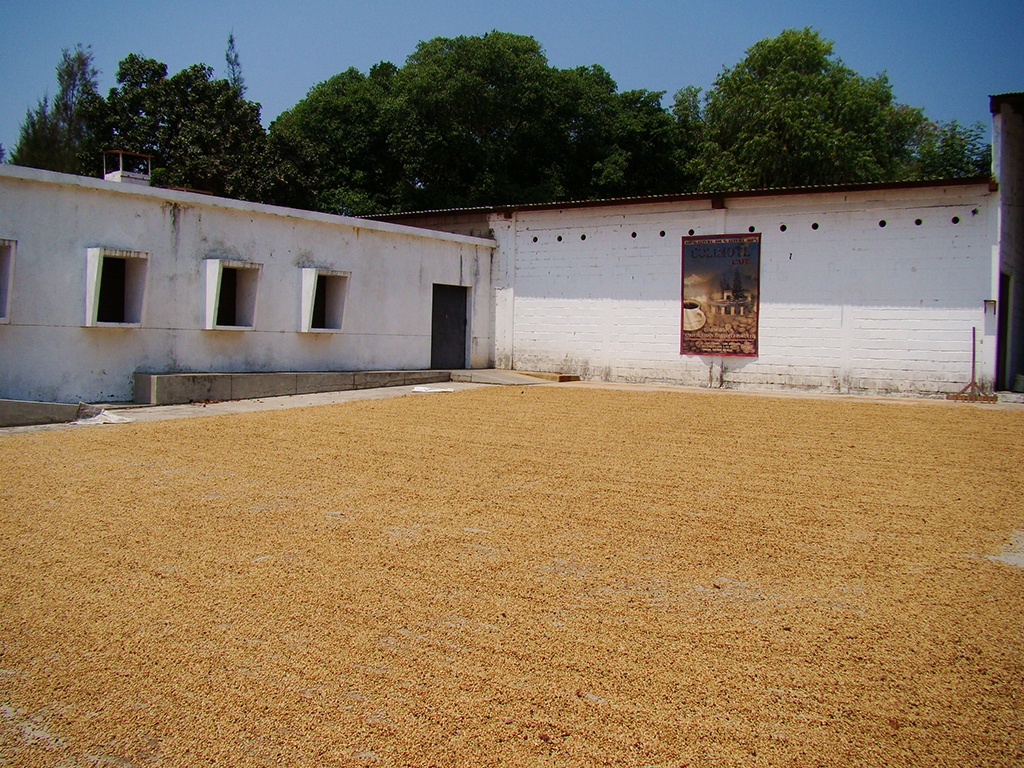
Secado del Café al Sol en Cofradía de Suchitlán, Comala, Colima

Principales sectores, productos y servicios;
- Agricultura. Se cultiva principalmente la producción de maíz, café, frijol y hortalizas (jitomate, tomate verde, pimiento verde, chiles serranos, etc.), así como algunos frutales: papaya, naranja, mamey, tamarindo (sobre todo en la zona protegida denominada “Las huertas”).
- Ganadería. La crianza de ganado bovino se basa en la explotación de carne y leche, mayoritariamente, así como ganado porcino y caprino.
- Industria. En Comala son comunes las pequeñas industrias, las cuales pueden girar en torno a actividades o comercios transmitidos de generación en generación, y que mucho tienen que ver con la oferta de servicio dentro del sector turismo. Estas pequeñas industrias se dedican a la producción de artesanías variadas (predominando las trabajadas en madera), así como a laproducción, industrialización y comercialización de café, pan y ponche. De hecho, recientemente se ha instituido una pequeña feria que engloba a estos tres típicos productos locales, denominada justamente así: “Feria del pan, ponche y café”, en el cual exponen los fabricantes sus productos en las diferentes variedades y presentaciones. El café de Comala es el mejor de la región, el cual es ampliamente econocido aún en el resto del país por su calidad y sabor, pues su variedad arábica es muy apreciada por los conocedores y por quienes degustan de este aromático producto; actualmente existen aproximadamente 7-8 procesadores de este grano; entre ellos destacan los siguientes: Café “La flor de Suchitlán”, “Comalteco”, “Real de Comala”, “Comala”. En cuanto al ponche, es aún mayor la

cantidad de elaboradores del mismo; los que más sobresalen son: “Don Mere”, “El Chino”, “Don Tavo”, “Los potrillos”, “Estrella”, etc. Sus sabores cada vez son más innovadores (de café, cajeta, coco, pistache, ciruela pasa, nuez, etc.), pero aún gusta mucho el tradicional (de granada), cuya demanda persiste a través de las décadas.
En lo que respecta al pan, también tiene fama en todo el estado (“pan de Comala” es como se le menciona) y es el complemento del aromático café; son 4 o 5 las más añejas panaderías de la cabecera municipal: “La Guadalupana” y “La Trinidad” así como otras más pequeñas. Estas dos se han categorizado por haber transformado con más tecnología el proceso de elaboración del pan. Es notoria también la panificadora del ”Instituto Fraterno”, cuyos productos se distinguen por ser integrales, con calidad y amplia variedad.
También se manufacturan huaraches, e igualmente se elabora una amplia gama de productos lácteos (quesos frescos, panela, requesón, jocoque, etc.), que se comercializan de manera típica por las propias calles de Comala, Colima y Villa de Álvarez, fábricas de ladrillo.

### Gastronomía
Son típicas de Comala las famosas “botanas” o antojitos que se sirven en los restaurantes conocidos como “Los Portales”, así como el tatemado y el pan dulce. En lo que se refiere a bebidas, se encuentran el ponche preparado a base de mezcal de maguey, tuxca y frutas de la región como la granada, tamarindo y zarzamora, entre otras; también es famoso el bate, que es una especie de atole de la fruta del chán que se sirve helado con dulce de piloncillo; y por supuesto el tradicional café de olla.

### Artesanía
Este sector tiene una tradición importante que proviene de lo que originalmente fue la Escuela “Pueblo Blanco” (hoy cooperativa de los propios trabajadores); de ahí surgieron carpinteros y pintores especializados (algunos ya independizados en sus propios talleres y otros aún permanecen en la cooperativa), pues recibieron las enseñanzas del pintor Rangel Hidalgo; en la actualidad aún sigue teniendo fama el mobiliario “rangeliano” con características muy específicas que la vuelven distintiva por sus diseños, durabilidad, resistencia y calidad en su elaboración. También hay una oferta de artesanías, las cuales provienen en mayor medida de Suchitlán: equipales estilo “Suchitlán”, máscaras de Don Herminio Candelario (quien ha sido reconocido a nivel nacional por la manufactura de su “rosario” de máscaras, cada una de las cuales tiene un especial significado e historia), cestería, etc.

### Música
Comala ha sido famoso también por sus bandas y grupos de música, las cuales han pasado de una generación a otra; son dos las más importantes: la “Original” (de corte clásico) y la “Comala” (transformada en “tecno-banda”) así como otra en Suchitlán (Santa Cecilia).

### Cultura

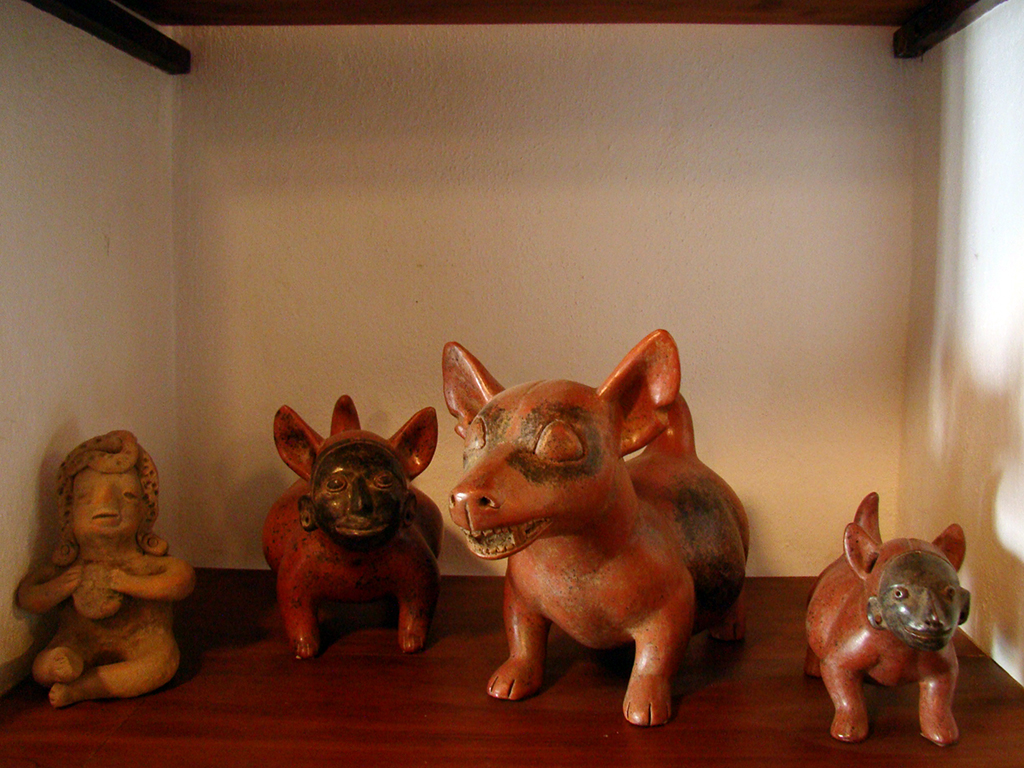
Figuras de barro prehispánicas de Comala

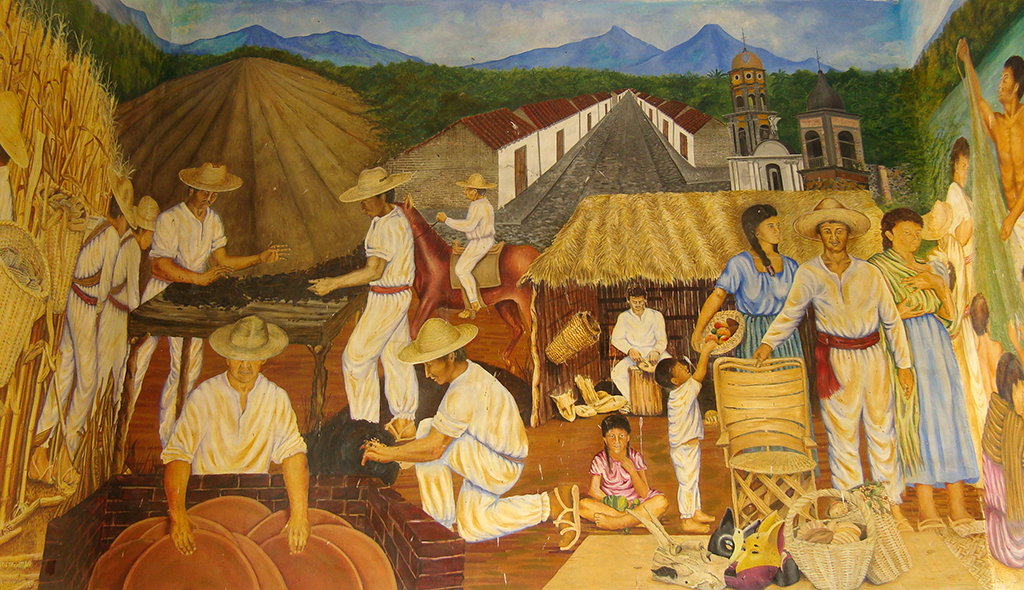
Mural localizado en la parte interior de la presidencia municipal de Comala

Después del municipio de Colima (capital del Estado), es Comala el municipio que tiene la más diversa oferta cultural en cuanto a espacios y propuestas; ésta se encuentra a disposición de los habitantes del municipio, pero son sobre todo turistas (nacionales y extranjeros) quienes más la aprecian, aprovechan y disfrutan.
- Jardín principal, presidencia municipal y portales aledaños; Parroquia de San Miguel del Espíritu Santo. Espacios públicos recientemente remozados con el proyecto “Pueblo mágico”, así como con organización clérico-civil (para la parroquia); en ambos casos se llevó a cabo bajo la coordinación y asesoría del INAH estatal para preservar el estilo decimonónico de la arquitectura del corazón de Comala. Mural en la presidencia municipal de artistas locales. Casa de la Cultura de Comala. Alberga una biblioteca pública, un auditorio de usos múltiples, un taller de danza y el museo “Alberto Isaac”, que presenta una colección permanente de pinturas, grabados, esculturas, cerámicas y cartones realizados en vida por este prolífico artista; también contiene carteles originales de algunas de sus películas que filmó en Comala, como fueron: Los días del amor, El rincón de las vírgenes, Tiempo de lobos y Mujeres insumisas

- Centro Cultural Nogueras-Museo “Alejandro Rangel Hidalgo”. Pertenece a la Universidad de Colima y se encuentran ubicado en la comunidad de Nogueras, a 5 minutos del centro de Comala; alberga en sus instalaciones aulas para cursos y talleres, salas de exposiciones; destaca en el museo la sala de cerámica prehispánica (única en su género dentro de un museo), las exposiciones permanentes del trabajo artístico de Alejandro Rangel Hidalgo y el Eco-Parque Nogueras.

- Jardín escultórico “Juan Soriano”. Ubicado a un costado del paraje conocido como La Parotera (en la entrada a Comala); se exhiben al aire libre y de manera permanente, piezas escultóricas de artistas locales, nacionales e internacionales. Destaca entre ellas “Pájaro sobre ola”, del escultor Juan Soriano, quien la donó y que motivara precisamente la creación de este espacio. En la zona rural del municipio, se encuentran los siguientes espacios culturales: Museo comunitario La Caja. Coordinado por la Secretaría de Cultura del Gobierno del Estado y el ejido del mismo nombre; busca preservar la vocación agrícola de la región.

- Museo de sitio “El Remate: donde se hizo la luz”. Coordinado también por la Secretaría de Cultura del Gobierno del Estado, la Universidad de Colima y Comisión Federal de Electricidad; ubicado en la parte de lo que fue el cuarto de máquinas de la primera planta hidroeléctrica del estado y otra en el área de estanques. Paso ecoturístico. Centro Cultural Zacualpan. Igualmente coordinado por la Secretaría de Cultura del Gobierno del Estado; pretende conservar las raíces culturales e imagen étnicos– populares de la comunidad indígena de Zacualpan (actualmente desmantelado debido al sismo del 21 de enero de 2003).

- Museo comunitario de Suchitlán. Coordinado también por la Secretaría de Cultura del Gobierno del Estado y el ejido del lugar; intenta rescatar la cultura popular y las artesanías típicas de la región (actualmente desmantelado).

### Deportes
Se encuentra el andador "Las Parotas", a un costado de la carretera Comala-Villa de Álvarez, en el cual se pueden realizar actividades deportivas como caminar, trotar y correr, además de pasear a su mascota, el cual cuenta con aparatos para realizar ejercicio, mesas y sillas, restaurantes e iluminación.
También se cuenta con la unidad deportiva; "Mary Villa Montero", además de otras canchas, como techada y al aire libre.

## Personajes famosos
- Pedro Páramo aunque es un personaje ficticio de la obra de Juan Rulfo, este lugar es buscado o conocido en algunas ocasiones por este libro
- Ferdinando Valencia actor y modelo mexicano.
- José Reyes Pimentel Sánchez El maestro José Reyes Pimentel Sánchez nació el 18 de agosto de 1899, en  la comunidad de Suchitlán del municipio de Comala. Fue hijo de José Reyes Pimentel Berber de ocupación arriero y de Salvadora Sánchez Contreras, maestra. La historia de Profesor José reyes Pimentel Sánchez es la de una vida dedicada al servicio y a la búsqueda de la justicia social. Como militar participó en batallas en Hidalgo, Tlaxcala, Veracruz , Chiapas y Tabasco durante el levantamiento de Adolfo de la Huerta. Tuvo una cercana relación con el general Lázaro Cárdenas quien conociendo sus talentos y dotes humanistas le confirió cargos relativos al ámbito agrario y educativo, marco propicio para ayudar a las clases marginadas. En 1934 decidió apostarle a la actividad política al postularse a la gobernatura del Estado de Colima, elecciones que gana gracias al apoyo de las clases obrera y campesina, pero su triunfo es desconocido por los poderes del Estado y se impone a Miguel G. Santana como gobernador electo. En vida José Reyes Pimentel Sánchez luchó por la desigualdad y contra la ignorancia. Poco a poco ordenó el sistema educativo con medidas que hicieron grandes diferencias. Por iniciativa propia formuló un Reglamento de explotación de parcelas escolares, con lo cual colocó a las escuelas rurales en una posición más digna y productiva ya que el producto de las parcelas se invertía en vestimenta para los alumnos y mobiliario para las escuelas. En ese tiempo se construyeron cerca de 250 escuelas. los medios que daban cuenta de sus logros lo llamaban "Generalísimo Pinolillo" Falleció en la Ciudad de México en 1975.